# Lavau-sur-Loire
Lavau-sur-Loire est une commune de l'Ouest de la France, située dans le département de la Loire-Atlantique, en région Pays de la Loire.
Située sur la rive nord de la Loire, non loin de l'estuaire de celle-ci, Lavau a été le fief des seigneurs de Laval au Moyen Âge, puis du duc de Bretagne. Située en Bretagne historique, dans le Pays nantais, cette commune rurale dotée d'une église gothique classée monument historique connaît un développement lié à son intégration conjointe dans l'aire urbaine de Saint-Nazaire et celle de Nantes.
Ses habitants sont appelés les Lavausiens.

## Géographie

### Situation
Lavau-sur-Loire est située sur la rive nord de l'estuaire de la Loire, à 6 km au sud de Savenay, à 19 km à l'est de Saint-Nazaire et à 33 km à l'ouest de Nantes.
Les communes limitrophes sont La Chapelle-Launay, Savenay, Bouée et Frossay, dont le territoire communal, situé au sud de la Loire, inclut le chenal de navigation jusqu'à Paimbœuf.
Les communes limitrophes sont Savenay, Bouée, La Chapelle-Launay et Frossay.
Lavau-sur-Loire est traversée d'est en ouest par la route départementale 90. Du nord jusqu'au bourg, c'est la D 3.

### Hydrographie et relief
Outre la Loire qui borde la partie sud de la commune, la commune est dotée d'un vaste réseau hydrographique. Le marais de l’étier du Syl d'une superficie de 495 ha est présent sur trois communes, Lavau-sur-Loire, Bouée et Savenay. 380 ha  sont situés sur la seule commune de Lavau-sur-Loire. L'étier du Syl qui coule au milieu de ce marais marque notamment la limite entre Lavau-sur-Loire et Bouée. Le Syl se jette ensuite dans l'estuaire de la Loire.
En raison de sa position voisine à l'estuaire de la Loire, la commune est située à une altitude très basse, de 0  à   15 mètres.

### Zones protégées, faune, flore

Spécimens de la faune et de la flore de Lavau-sur-Loire.
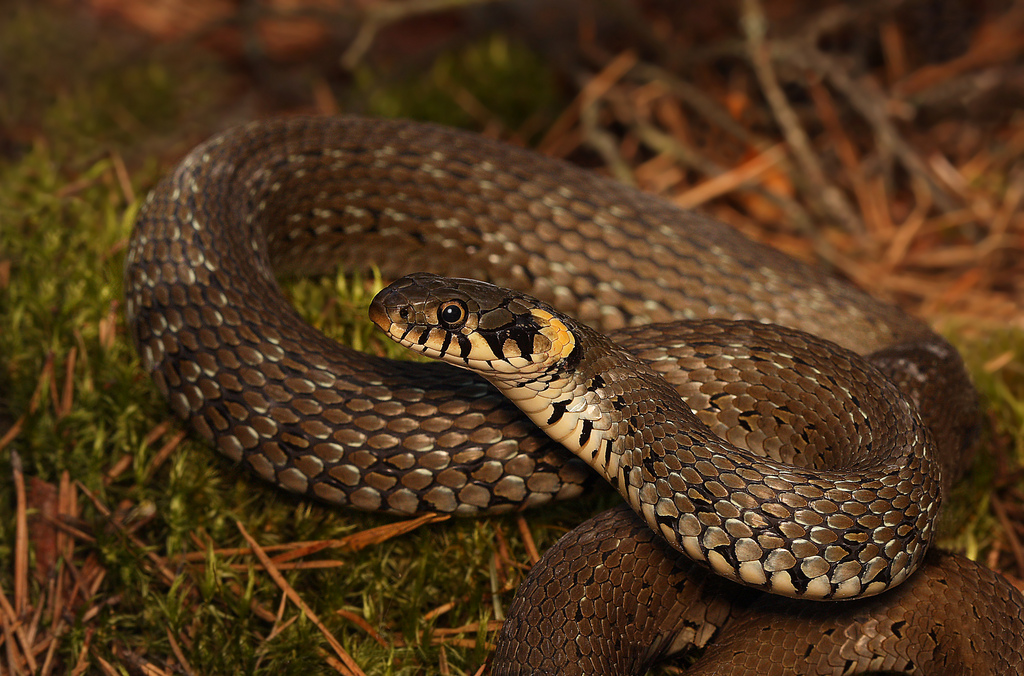
Couleuvre à collier.
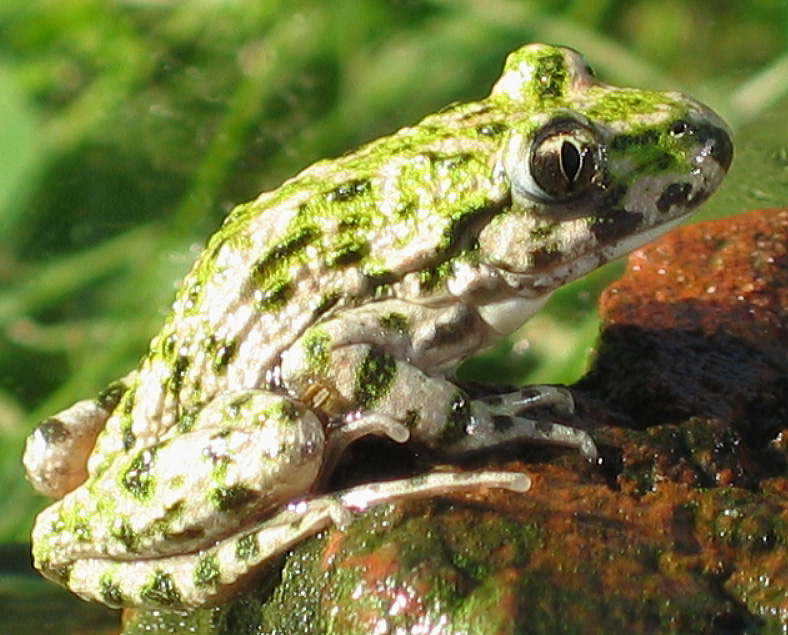
Pélodyte ponctué.
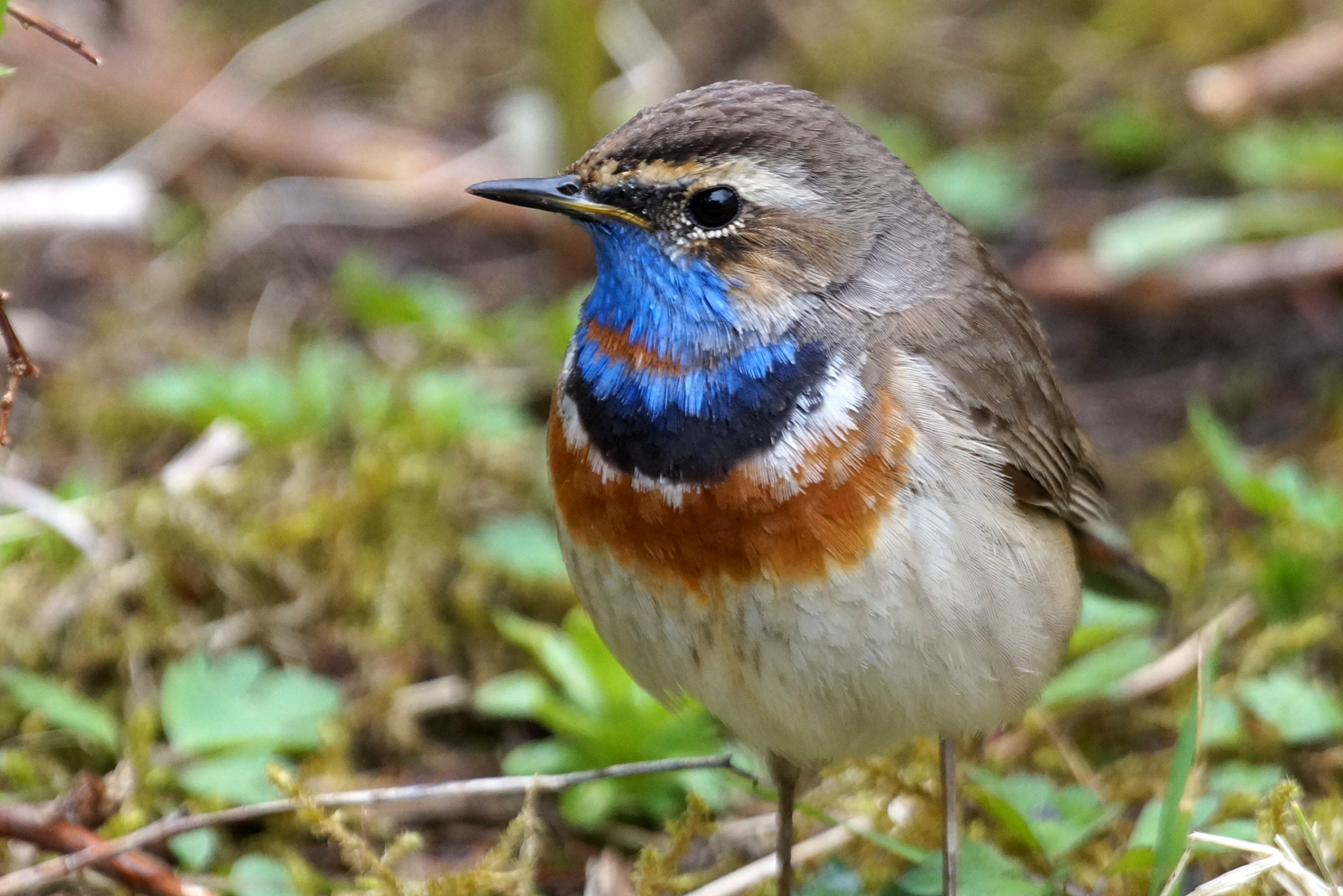
Gorgebleue à miroir.
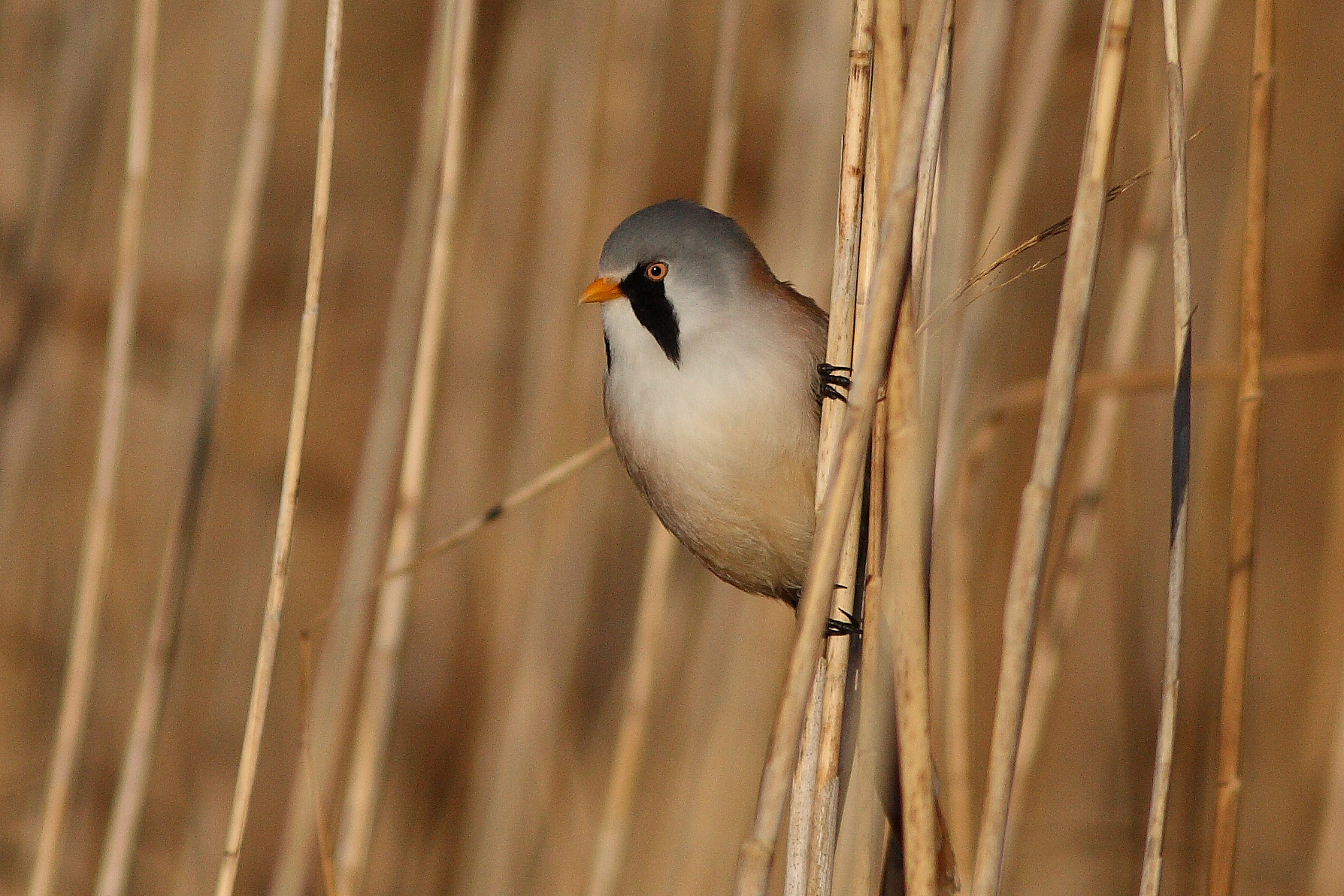
Panure à moustaches.

La commune fait partie du grand ensemble constitué par l'estuaire de la Loire, zone humide considérable répertoriée dans de nombreux inventaires : Zone de protection spéciale et site d'importance communautaire pour Natura 2000, zone importante pour la conservation des oiseaux, ZNIEFF de type I et II, zone humide d'importance nationale. La faune avicole accueille entre autres le Chevalier gambette (Tringa totanus), le Busard des roseaux (Circus aeruginosus), le Râle d'eau (Rallus aquaticus), l’Échasse blanche (Himantopus himantopus) et le Tadorne de Belon (Tadorna tadorna). D’autres petits échassiers sont présents, comme le Pluvier argenté (Pluvialis squatarola) et le Vanneau huppé (Vanellus vanellus). On observe également des passereaux comme le Pipit farlouse (Anthus pratensis), la Panure à moustaches (Panurus biarmicus), le Bruant des roseaux (Emberiza schoeniclus) et le Gorgebleue à miroir (Luscinia svecica).

### Climat
Pour des articles plus généraux, voir Climat des Pays de la Loire et Climat de la Loire-Atlantique.
En 2010, le climat de la commune est de type climat méditerranéen altéré, selon une étude du CNRS s'appuyant sur une série de données couvrant la période 1971-2000. En 2020, Météo-France publie une typologie des climats de la France métropolitaine dans laquelle la commune est exposée à un climat océanique et est dans la région climatique  Bretagne orientale et méridionale, Pays nantais, Vendée, caractérisée par une faible pluviométrie en été et une bonne insolation. 
Pour la période 1971-2000, la température annuelle moyenne est de 12,2 °C, avec une amplitude thermique annuelle de 13,1 °C. Le cumul annuel moyen de précipitations est de 755 mm, avec 12,4 jours de précipitations en janvier et 5,9 jours en juillet. Pour la période 1991-2020, la température moyenne annuelle observée sur la station météorologique de Météo-France la plus proche, « Saint-Nazaire-Montoir », sur la commune de Montoir-de-Bretagne à 14 km à vol d'oiseau, est de 12,6 °C et le cumul annuel moyen de précipitations est de 792,0 mm,. Pour l'avenir, les paramètres climatiques de la commune estimés pour 2050 selon différents scénarios d'émission de gaz à effet de serre sont consultables sur un site dédié publié par Météo-France en novembre 2022.

## Urbanisme

### Typologie
Au 1er janvier 2024, Lavau-sur-Loire est catégorisée commune rurale à habitat dispersé, selon la nouvelle grille communale de densité à sept niveaux définie par l'Insee en 2022.
Elle est située hors unité urbaine. Par ailleurs la commune fait partie de l'aire d'attraction de Nantes, dont elle est une commune de la couronne,. Cette aire, qui regroupe 116 communes, est catégorisée dans les aires de 700 000 habitants ou plus (hors Paris),.
La commune, bordée par l'estuaire de la Loire, est également une commune littorale au sens de la loi du 3 janvier 1986, dite loi littoral. Des dispositions spécifiques d’urbanisme s’y appliquent dès lors afin de préserver les espaces naturels, les sites, les paysages et l’équilibre écologique du littoral, tel le principe d'inconstructibilité, en dehors des espaces urbanisés, sur la bande littorale des 100 mètres, ou plus si le plan local d’urbanisme le prévoit.

### Occupation des sols
L'occupation des sols de la commune, telle qu'elle ressort de la base de données européenne d’occupation biophysique des sols Corine Land Cover (CLC), est marquée par l'importance des territoires agricoles (83,3 % en 2018), en diminution par rapport à 1990 (93,9 %). La répartition détaillée en 2018 est la suivante : 
prairies (63,1 %), zones agricoles hétérogènes (12,2 %), zones humides intérieures (10,8 %), terres arables (8,1 %), zones humides côtières (4,6 %), zones urbanisées (1,3 %). L'évolution de l’occupation des sols de la commune et de ses infrastructures peut être observée sur les différentes représentations cartographiques du territoire : la carte de Cassini (XVIIIe siècle), la carte d'état-major (1820-1866) et les cartes ou photos aériennes de l'IGN pour la période actuelle (1950 à aujourd'hui).

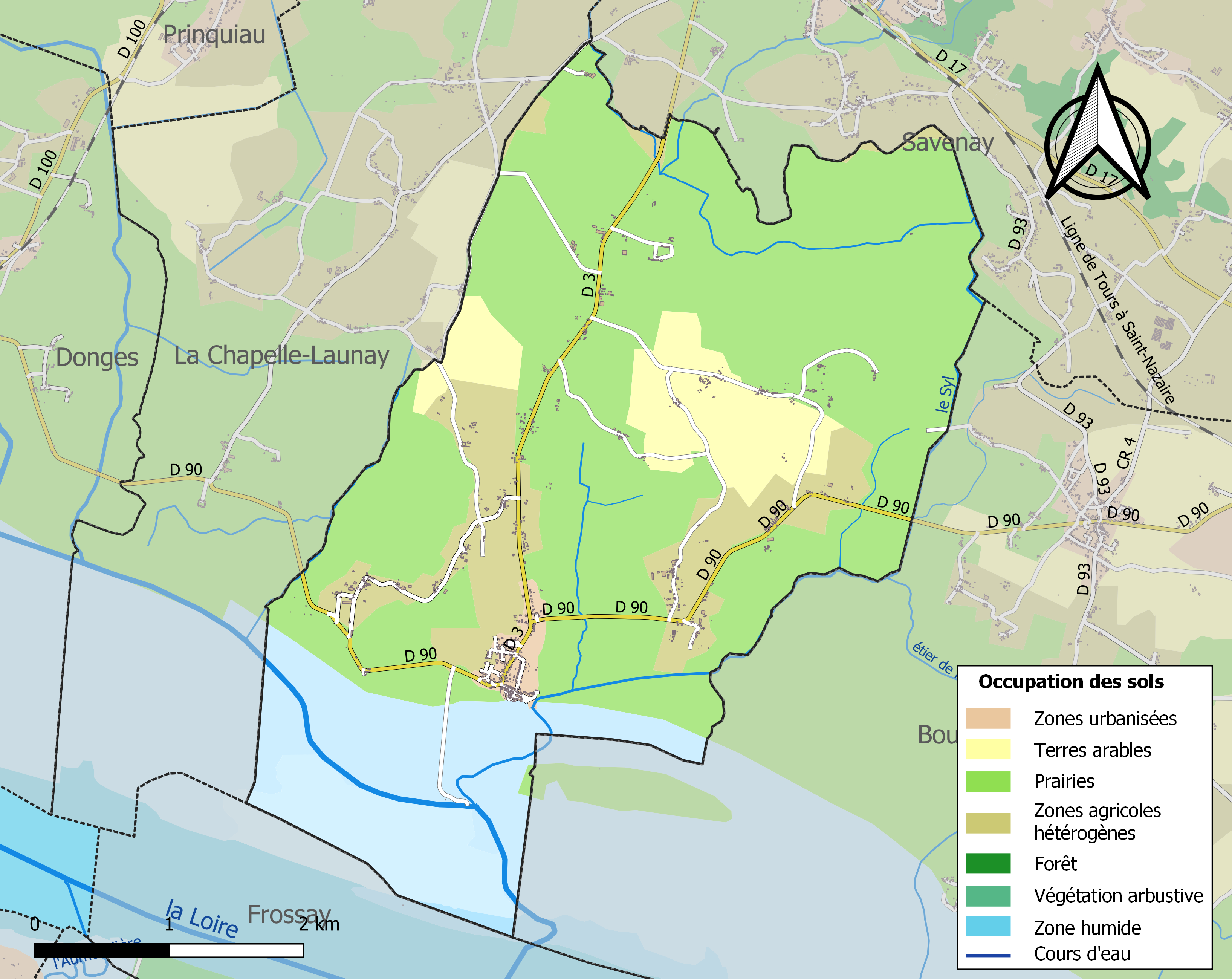
Carte des infrastructures et de l'occupation des sols de la commune en 2018 (CLC).

## Toponymie
Dans le cartulaire de Saint-Cyprien de Poitiers en 1075, la paroisse est nommée Parrochia de Vallis, de Valle vers 1330.
L'origine du nom de la commune viendrait d'une part de l’ancien français valle qui signifie « la vallée » et d'autre part la Loire, le fleuve qui borde la partie sud de la commune.
Lavau-sur-Loire possède un nom en gallo, la langue d'oïl locale, écrit Lavao selon les écritures ABCD et MOGA, ou Lavau selon l'écriture ELG. En gallo, le nom de la commune se prononce [lavaʊ].
La commune se nomme Gwal-Liger en breton à partir de la fin du XXe siècle .

## Histoire

### Préhistoire et antiquité
Des silex taillés et des haches en pierre polie ont été découvertes à La Garenne, attestant l'ancienneté du peuplement du territoire. On retrouve les traces d'une villa romaine nommée « La Chaussée », attestant une présence humaine pendant l'Antiquité.

### Moyen Âge
Au VIIe siècle, le moine Martin de Vertou évangélise la région nantaise. Au IXe siècle la région passe sous domination bretonne.
- La Haye de Lavau : la première mention de la seigneurie de la Haye en la paroisse de Lavau date de 1051.

On retrouve en 1075 dans le cartulaire de Saint Cyprien de Poitiers la mention de Lavau-sur-Loire désignée Parrochia de Vallis. La Haye de Lavau est dépendante de la vicomté de Donges, et dispose du droit de haute justice.
Terres et Juridictions citées dans les enquêtes de la réformation des feux en 1426 et 1442 : La Haie de Lavau.
- À cette époque on trouve un port au hameau de La Garenne.
- La seigneurie de la Chaussée propriété de la famille de Saint-Aubin , puis de la Famille de Cadaran. Le premier des Saint-Aubin à s'établir à la chaussée est François de Saint-Aubin, Seigneur de la Trémoussais, qui décède à la Chaussée en 1650. Ensuite la seigneurie passe à la branche aînée de la Famille via Pierre de Saint-Aubin, Capitaine des Garde-côtes, sénéchal de la Vicomté de Donges et de la baronnie de la Roche en Savenay.

### Révolution
Le village, qui a la particularité d'héberger une population de marins, douaniers et pêcheurs dans une proportion relativement importante pour la région, est favorable aux idées de la Révolution française en 1789. Le prêtre de la paroisse refuse de prêter serment lors de la constitution civile du clergé. Des massacres sont perpétrés dans les marais de Lavau par les soldats républicains, après la déroute vendéenne de la bataille de Savenay en 1793.

### Depuis leXIXesiècle
En 1820, Lavau change de nom pour devenir Lavau-sur-Loire.
La commune est essentiellement rurale. La Loire permet l'existence d'un port fluvial, autorisant le transit de marchandises (notamment le granit extrait et taillé à Lavau sur le site de La Garenne) et la pêche professionnelle.
Le problème de l'assèchement et de la mise en valeur des terres couvertes par les marais est régulièrement évoqué. Source de conflits sous l'Ancien Régime, les marais sont un des thèmes abordés dans les cahiers de doléances en 1789. En 1807 une première tentative de rationalisation est lancée. En 1825 une ordonnance du roi Charles X organise la création du syndicat des marais de l'étier du Syl, du nom d'un ruisseau affluent de la Loire.
Entamée au XVIIIe siècle, l'exploitation des carrières de La Garenne s'est développée dans la seconde moitié du siècle suivant. Le granit bleu qui en est extrait est taillé sur place. Il est utilisé pour la construction des bassins des chantiers de Saint-Nazaire, le pavé des rues nantaises, l'édification du couvent de Saint-Gildas-des-Bois. L'activité décroît après 1920, les carrières emploient encore deux cents ouvriers en 1955, et ferment en 1980.
La commune, soumise durant un siècle à un déclin démographique, voit sa population se stabiliser puis augmenter jusqu'au début du XXIe siècle.

### Le port de Lavau
Le port de Lavau sur la Loire connaît une certaine importance jusqu'au milieu du XIXe siècle. Il s'agit d'un port d'échouage. Les archives de 1769 relèvent l'existence de l'étier de Lavau, ou Pré-Neuf. Le port accueille des bacs permettant le transport des passagers. Les marchandises transitent également : le bétail, le charbon, le grain et le vin. Les céréales tiennent une place prépondérante dans le trafic, en compagnie des pommes de terre et du colza. Le fret est en partie destiné à l'exportation vers l'Angleterre. Le port permet l'importation de matériaux de construction, de javelles de roseau et de bétail des îles de Loire. L'activité du port de Lavau englobe également la pêche, active jusqu'au début du XXe siècle. La flotte de pêche est relativement importante dans la commune, où le poisson est vendu jusqu'en 1870.
La construction d'un môle de douze mètres le 28 octobre 1850 permet d'offrir une alternative à l'échouage. En 1859 la demande d'un prolongement de ce môle est déposée ; il s'agit de parvenir jusqu'à la laisse des basses-mers. Cette partie est inaugurée en 1872, réparée et élargie en 1878. L'éloignement progressif du rivage de la Loire, conséquence de l'envasement entre 1900 et les années 1970, transforme le port de Lavau en « port-relique ». En 1925, une passerelle en bois est construite dans le prolongement de l'ancien quai.

## Politique et administration
Lavau-sur-Loire est située dans le canton de Savenay, arrondissement de Saint-Nazaire, dans le département de la Loire-Atlantique. Comme pour toutes les communes françaises comptant entre 500 et 1 500 habitants, le Conseil municipal est constitué de quinze membres en 2011.

### Liste des maires

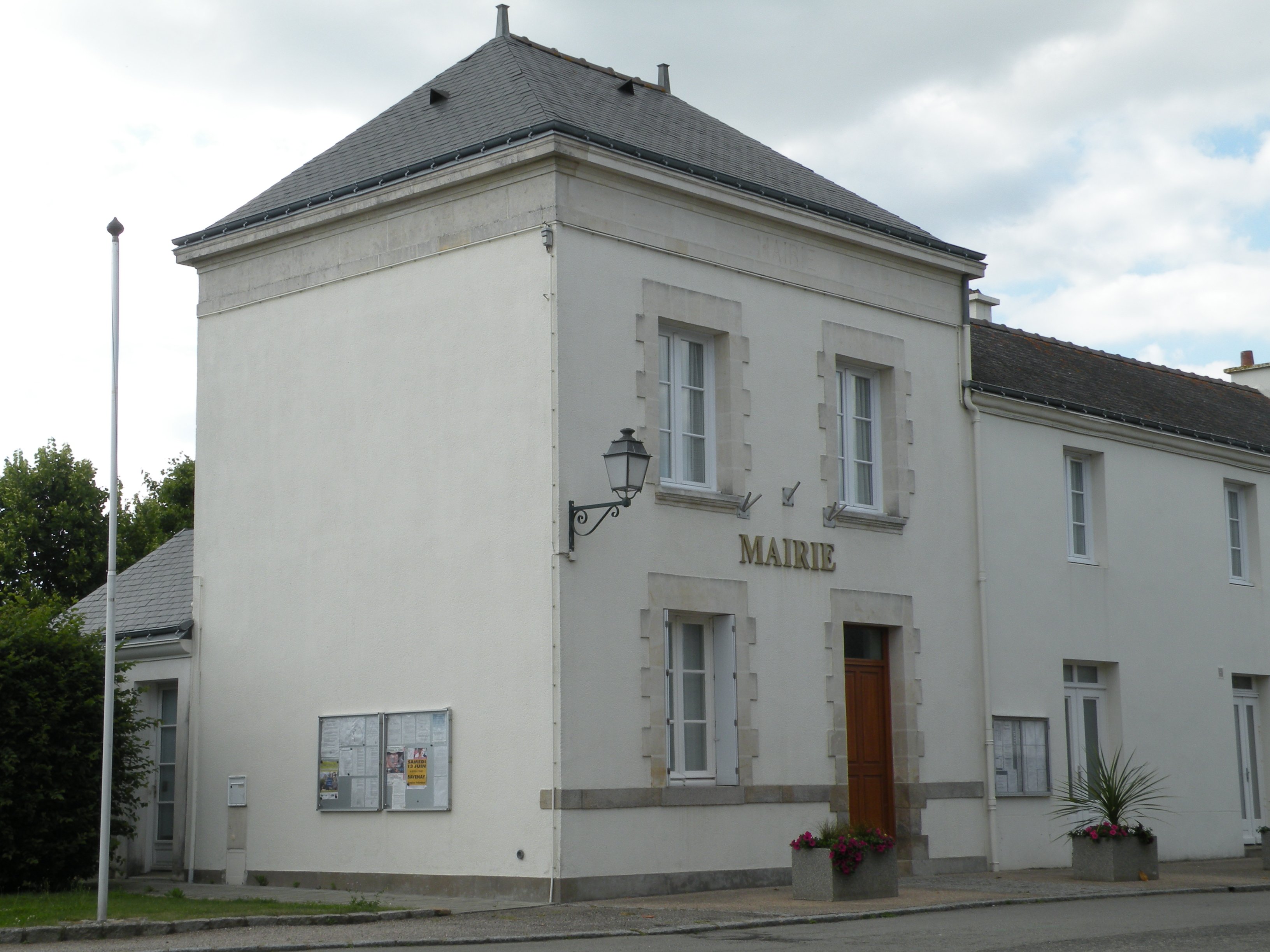
La mairie.

De 1789 à 1799, les agents municipaux (maires) sont élus au suffrage direct pour 2 ans et rééligibles, par les citoyens actifs de la commune, contribuables payant une contribution au moins égale à 3 journées de travail dans la commune. Sont éligibles ceux qui paient un impôt au moins équivalent à dix journées de travail.
De 1799 à 1848, La constitution du 22 frimaire an VIII (13 décembre 1799) revient sur l’élection du maire, les maires sont nommés par le préfet pour les communes de moins de 5 000 habitants. La Restauration instaure la nomination des maires et des conseillers municipaux. Après 1831, les maires sont nommés (par le roi pour les communes de plus de 3 000 habitants, par le préfet pour les plus petites), mais les conseillers municipaux sont élus pour six ans.
Du 3 juillet 1848 à 1851, les maires sont élus par le conseil municipal pour les communes de moins de 6 000 habitants.
De 1851 à 1871, les maires sont nommés par le préfet, pour les communes de moins de 3 000 habitants et pour 5 ans à partir de 1855.
Depuis 1871, les maires sont élus par le conseil municipal à la suite de son élection au suffrage universel.
| Période                                  | Période   | Identité                     | Étiquette | Qualité |
| ---------------------------------------- | --------- | ---------------------------- | --------- | --- |
| 1790                                     | 1791      | Pierre-Antoine Tallendeau    |           | curé |
| 1791                                     | 1791      | Jean-Aimé Le Bourg du Pilier |           | ingénieur-géographe du roi, collaborateur de Cassini, administrateur du district de Savenay                                      |
| 1791                                     | 1796      | Nicolas Gaudin               |           | |
| 1800                                     | 1802      | Pierre Maugendre             |           | |
|                                          | An XI     | Pierre Poumier               |           | |
| An XI                                    | 1806      | Jean Delasalle               |           | propriétaire |
| 1806                                     | 1809      | Guillaume Briand             |           | |
| 1809                                     | 1815      | Guillaume Duteil             |           | |
| 1815                                     | 1834      | Pierre Picaud                |           | propriétaire |
| 1834                                     | 1852      | François Picaud              |           | propriétaire |
| 1852                                     | 1876      | Sébastien Bosque             |           | propriétaire |
| 1876                                     | 1878      | Pierre Picaud                |           | propriétaire |
| 1878                                     | 1900      | Pierre Picaud                |           | propriétaire |
| 1900                                     | 1904      | Alphonse Guichard            |           | horticulteur, membre de la Société nantaise des amis de l'horticulture                                                           |
| 1904                                     | 1908      | Louis Seignard               |           | |
| 1908                                     | 1945      | Pierre Paul Berranger        |           | propriétaire |
| 1945                                     | 1971      | Auguste Ardeois              |           | |
| 1971                                     | 1995      | Jean Ardeois                 |           | président de la Mutualité sociale agricole départementale                                                                        |
| 1995                                     | 2001      | Marie-Christine Veillet      |           | |
| mars 2001                                | mars 2008 | Henri Mauxion                |           | président de la communauté de communes                                                                                           |
| mars 2008                                | mai 2020  | Christian Biguet             |           | employé |
| mai 2020                                 | En cours  | Claire Tramier               | EÉLV      | Attachée territoriale Conseillère départementale du canton de Blain (2015 → ) Vice-présidente du conseil départemental (2015 → ) |
| Les données manquantes sont à compléter. |           |                              |           | |

### Intercommunalité
Lavau-sur-Loire était membre depuis le 1er janvier 2002 de la communauté de communes Loire et Sillon, qui était constituée de huit communes regroupées autour de Savenay. En 2017, Lavau-sur-Loire a intégré la communauté de communes Estuaire et Sillon à la suite de la fusion de la communauté de communes Loire et Sillon et de la communauté de communes Cœur d'Estuaire.

## Population et société

### Démographie
Selon le classement établi par l'Insee, Lavau-sur-Loire fait partie de l'aire urbaine de Nantes, de la zone d'emploi de Saint-Nazaire et du bassin de vie de Savenay. Elle n'est intégrée dans aucune unité urbaine. Toujours selon l'Insee, en 2010, la répartition de la population sur le territoire de la commune était considérée comme « peu dense » : 75 % des habitants résidaient dans des zones « peu denses »  et 25 % dans des zones « très peu denses ».

#### Évolution démographique
L'évolution du nombre d'habitants est connue à travers les recensements de la population effectués dans la commune depuis 1793. Pour les communes de moins de 10 000 habitants, une enquête de recensement portant sur toute la population est réalisée tous les cinq ans, les populations de référence des années intermédiaires étant quant à elles estimées par interpolation ou extrapolation. Pour la commune, le premier recensement exhaustif entrant dans le cadre du nouveau dispositif a été réalisé en 2006.

En 2022, la commune comptait 769 habitants, en évolution de +0,39 % par rapport à 2016 (Loire-Atlantique : +6,68 %, France hors Mayotte : +2,11 %).
| 1793 | 1800 | 1806 | 1821 | 1831 | 1836 | 1841 | 1846 | 1851 |
| ---- | ---- | ---- | ---- | ---- | ---- | ---- | ---- | ---- |
| 804  | 765  | 777  | 778  | 775  | 821  | 808  | 802  | 920  |

| 1856  | 1861  | 1866  | 1872 | 1876  | 1881  | 1886 | 1891 | 1896 |
| ----- | ----- | ----- | ---- | ----- | ----- | ---- | ---- | ---- |
| 1 019 | 1 014 | 1 173 | 941  | 1 058 | 1 008 | 910  | 841  | 878  |

| 1901 | 1906 | 1911 | 1921 | 1926 | 1931 | 1936 | 1946 | 1954 |
| ---- | ---- | ---- | ---- | ---- | ---- | ---- | ---- | ---- |
| 906  | 922  | 778  | 666  | 582  | 554  | 511  | 610  | 590  |

| 1962 | 1968 | 1975 | 1982 | 1990 | 1999 | 2006 | 2011 | 2016 |
| ---- | ---- | ---- | ---- | ---- | ---- | ---- | ---- | ---- |
| 522  | 461  | 442  | 555  | 637  | 615  | 733  | 755  | 766  |

| 2021 | 2022 | - | - | - | - | - | - | - |
| ---- | ---- | - | - | - | - | - | - | - |
| 770  | 769  | - | - | - | - | - | - | - |

#### Pyramide des âges
La population de la commune est relativement jeune.
En 2018, le taux de personnes d'un âge inférieur à 30 ans s'élève à 36,8 %, soit en dessous de la moyenne départementale (37,3 %). À l'inverse, le taux de personnes d'âge supérieur à 60 ans est de 17,8 % la même année, alors qu'il est de 23,8 % au niveau départemental.
En 2018, la commune comptait 385 hommes pour 384 femmes, soit un taux de 50,07 % d'hommes, légèrement supérieur au taux départemental (48,58 %).
Les pyramides des âges de la commune et du département s'établissent comme suit.
| Hommes | Classe d’âge | Femmes |
| ------ | ------------ | ------ |
| 0,3    | 90 ou +      | 1,3    |
| 3,1    | 75-89 ans    | 4,7    |
| 12,6   | 60-74 ans    | 13,7   |
| 23,0   | 45-59 ans    | 21,5   |
| 21,6   | 30-44 ans    | 24,6   |
| 14,3   | 15-29 ans    | 14,9   |
| 25,2   | 0-14 ans     | 19,3   |

| Hommes | Classe d’âge | Femmes |
| ------ | ------------ | ------ |
| 0,6    | 90 ou +      | 1,8    |
| 6      | 75-89 ans    | 8,6    |
| 15,1   | 60-74 ans    | 16,4   |
| 19,4   | 45-59 ans    | 18,8   |
| 20,1   | 30-44 ans    | 19,3   |
| 19,2   | 15-29 ans    | 17,4   |
| 19,5   | 0-14 ans     | 17,6   |

## Économie
L'économie de Lavau-sur-Loire est essentiellement tournée vers l'agriculture. On compte plus de 30 % de l'activité de la commune consacrée à ce secteur.

## Services publics

### Services et équipements
La commune dispose d'une bibliothèque, et d'une salle communale polyvalente nommée « la salle des Prés Salés ». À Lavau-sur-Loire, il est possible de pratiquer plusieurs sports :football, gymnastique et vélo. Aussi, il existe des associations liées à la pratique de la pêche et la chasse.

### Enseignement
Lavau-sur-Loire dépend de l'académie de Nantes. Pour l'enseignement élémentaire, la commune dispose d’une école publique.

### Santé
Il n'y a pas de médecin exerçant à Lavau-sur-Loire. Les plus proches praticiens sont dans les communes voisines de Savenay et Cordemais.

### Environnement
La collecte des déchets est gérée par la communauté de communes Loire et Sillon. Les déchets ménagers sont ramassés toutes les deux semaines. Un tri sélectif est aussi organisé. La déchèterie la plus proche se situe à Savenay.

## Culture locale et patrimoine

### Patrimoine religieux
La commune compte un monument historique : l'église Saint-Martin édifiée au cours des XIIIe, XVe, XVIe et XIXe siècles. Elle est dédiée au saint éponyme. Elle est construite au XIIIe siècle par décision de l'Abbaye Notre-Dame de Blanche-Couronne située à La Chapelle-Launay. L'église est à l'époque de style roman. Au cours des XVe au XVIe siècles, l'édifice est quasiment reconstruit dans un style gothique. Elle a été inscrite monument historique par arrêté du 9 novembre 1984.

### Patrimoine civil
Le manoir de la Haye-de-Lavau, est une maison forte qui contient dans son domaine la Haie de Maure et ses deux moulins. Qualifiée de châtellenie dans tous les anciens actes, la seigneurie de la Haye de Lavau relevait de la Roche-en-Savenay et en arrière-fief de la vicomté de Donges.

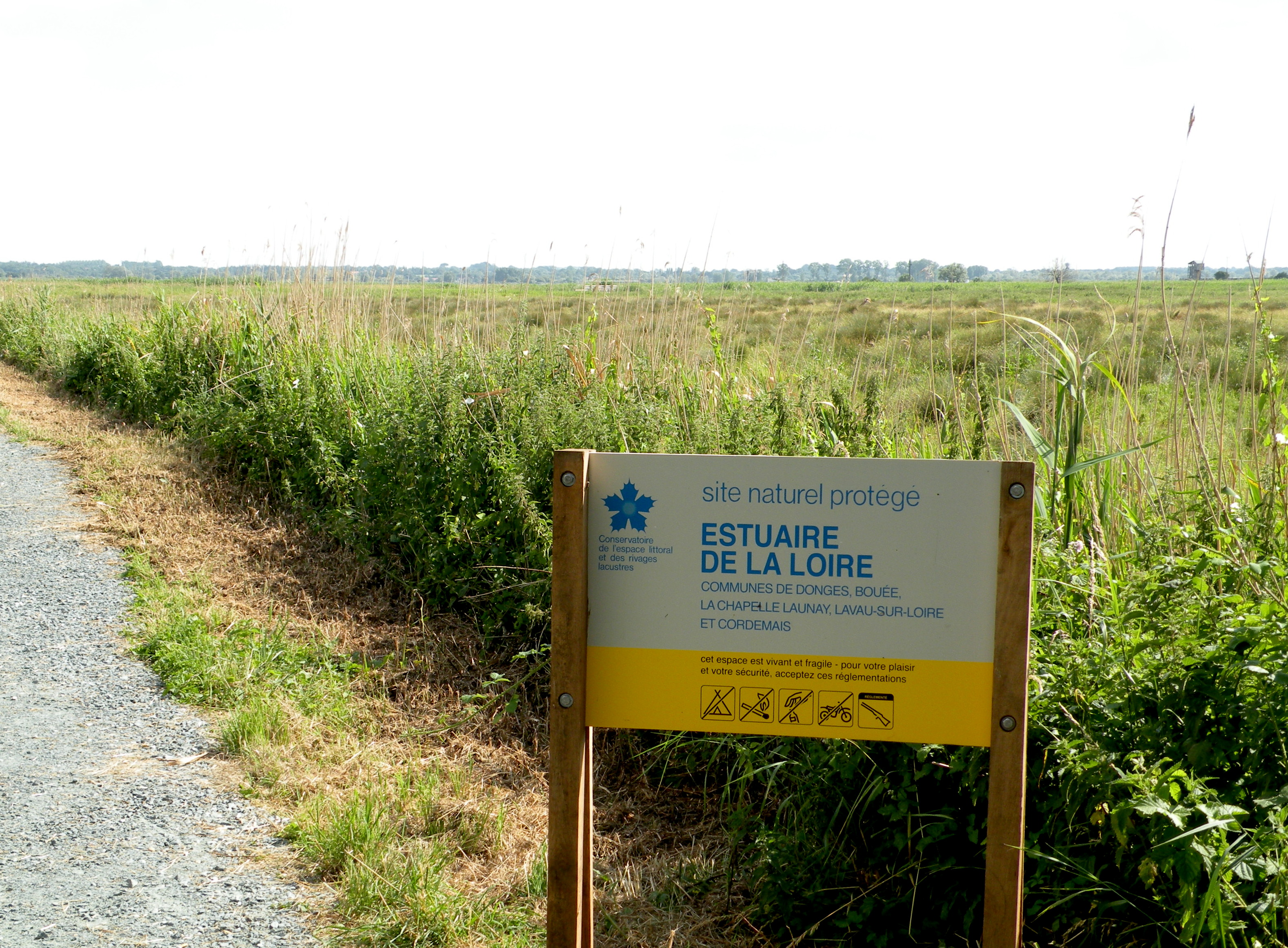
Les marais de l'estuaire de la Loire.
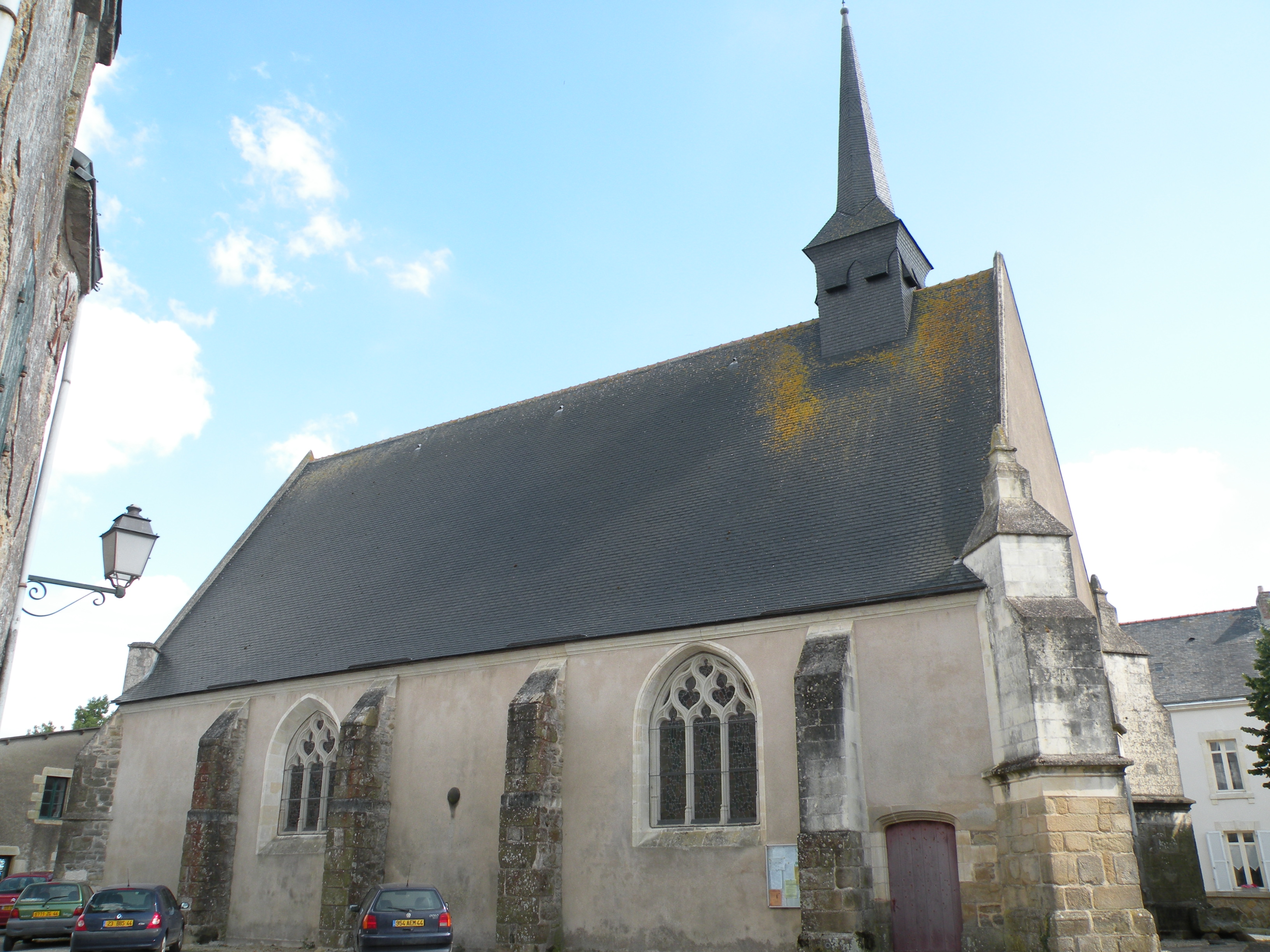
L'église Saint-Martin.
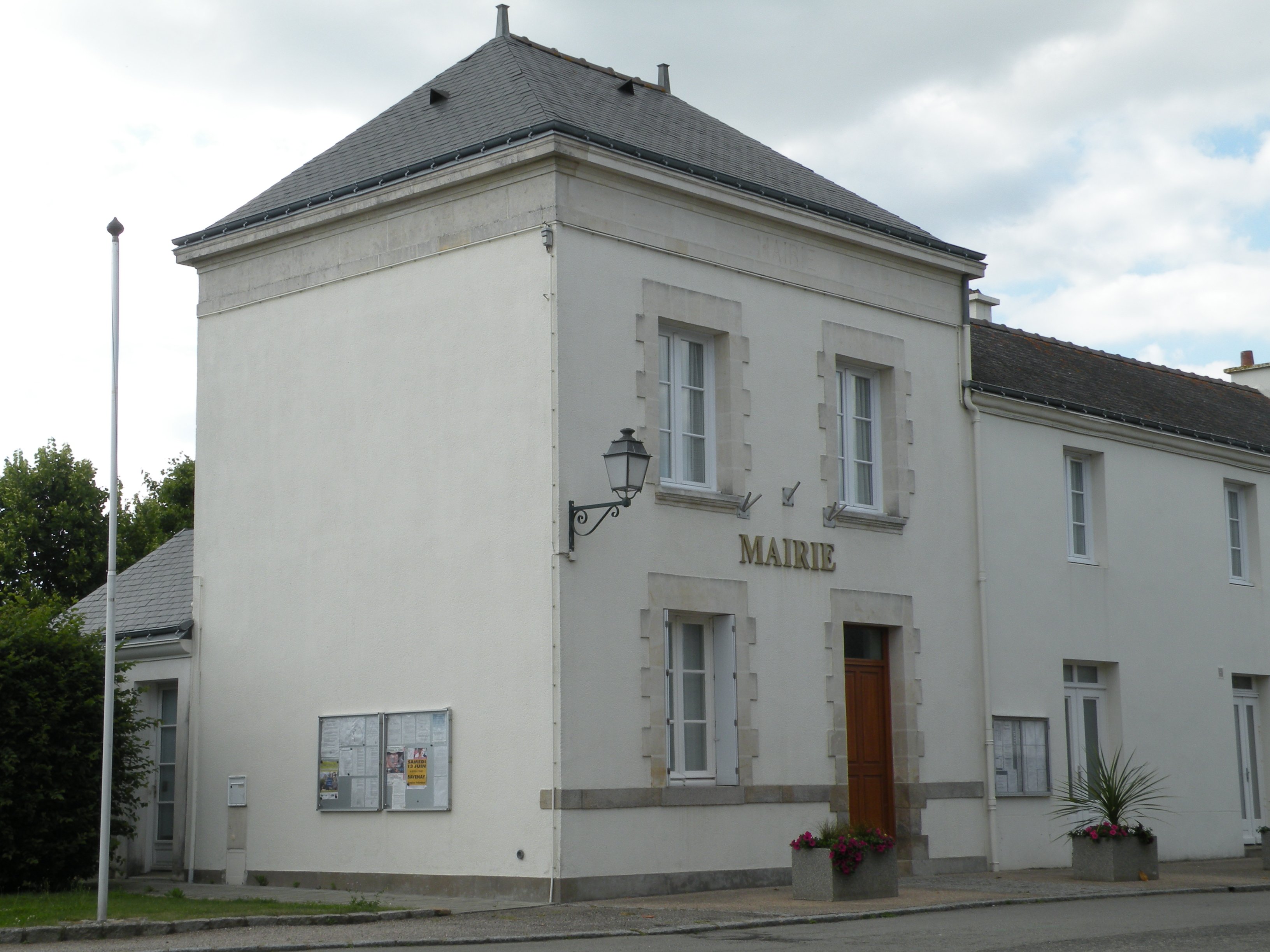
La mairie.
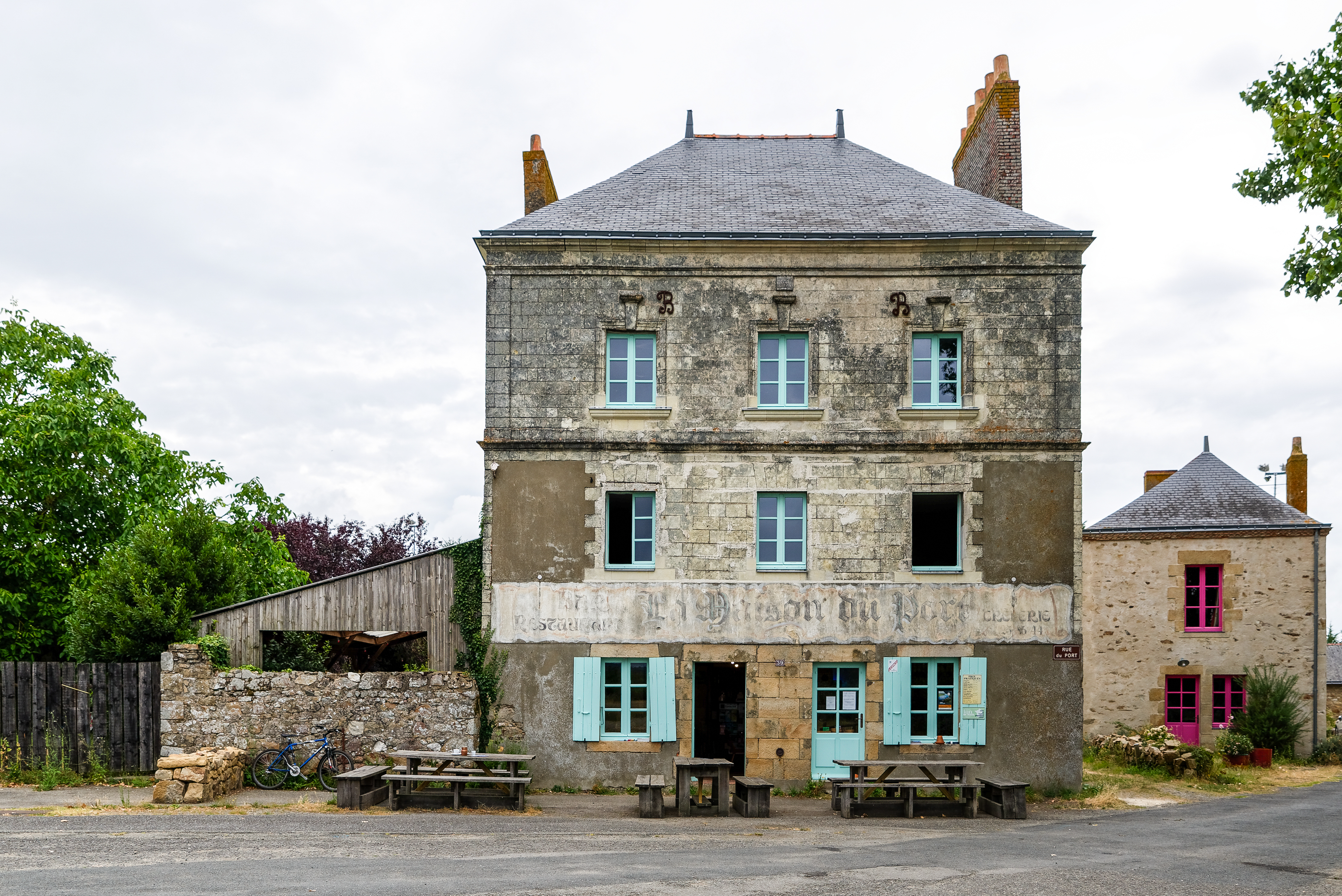
Auberge ayant servi de modèle pour "La maison dans la Loire".

### Lieux liés à la culture
La passerelle et l'observatoire de Tadashi Kawamata, est une œuvre d'art construite en 2007 à l'occasion d'Estuaire 2007-2009-2012, biennale d'art contemporain sur l'estuaire de la Loire.

### Autres lieux
Les anciennes carrières, définitivement abandonnées en 1980, se remplissent d'eau. Ceci permet la création d'une zone de loisirs, de pêche et de promenade. Les marais sont régulés par une écluse, aboutissement d'actions de valorisation entreprises au XIXe siècle.
Le 1er février 2011, une partie du corps de Laëtitia Perrais (une jeune disparue de Pornic, le 18 janvier 2011) est découvert dans un étang de Lavau-sur-Loire ; l'étang est alors vidé et interdit d'accès, pour des raisons de sécurité, jusqu'en octobre 2015.

## Personnalités liées à la commune
- Pierre Loti 1850-1923. officier de marine, écrivain et académicien. Son arrière-grand-père Jean Viaud est né à la Durandais, hameau de Lavau en 1740. Il quitte son village natal pour s'établir comme charpentier à Rochefort (Charente-Maritime) et se marie le 21 janvier 1772 en la paroisse Notre-Dame hors les murs de Rochefort avec Marie Anne Pesnot ca 1734-1785.
- François Château (1886-1965), maire de Rennes.
- Le journaliste français de radio et de télévision Gérard Leclerc (1951-2023), ainsi que Michèle Monory — fille de l'ancien ministre et président du Sénat René Monory —  et une troisième passagère décèdent lors d'un accident d'avion de tourisme le 15 août 2023, la carcasse de l'appareil est retrouvée dans la Loire sur le terrain de la commune[48].